# ماساكي اوتاو
ماساكي اوتاو (باليابانية: 渡井 理己) (مواليد 18 يوليو 1999) هو لاعب كرة قدم ياباني.

## وصلات خارجية
- ماساكي اوتاو على موقع رابطة كرة القدم اليابانية للمحترفين (اليابانية)
- ماساكي اوتاو على موقع قاعدة بيانات كرة القدم.إي يو (الإنجليزية)
- ماساكي اوتاو على موقع Soccerway.com (الإنجليزية)
- ماساكي اوتاو على موقع عالم كرة القدم.نت (الإنجليزية)